# جيمي كارث
جيمي كارث (بالإنجليزية: Jimmy Carruth)‏ مواليد 4 نوفمبر 1969 في إل باسو، هو لاعب كرة سلة أمريكي سابق. بدأ مسيرته الاحترافية في سنة 1994. حمل الرقم 40. يبلغ طوله 6 قدم 10 بوصة (2.1 م). اعتزل اللعب في 1999. أحرز خلال مسيرته في الإن بي إيه 5 نقطة بمعدل نقطة في المباراة الواحدة.

## روابط خارجية
- جيمي كارث على موقع إن بي أي (الإنجليزية)
- جيمي كارث على موقع سبورتس رفرنس (الإنجليزية)
- جيمي كارث على موقع كرة السلة الأوروبية.كوم (الإنجليزية)
- جيمي كارث على موقع كلية كرة السلة في سبورتس رفرنس.كوم (الإنجليزية)
- جيمي كارث على موقع ريلجم (الإنجليزية)
- جيمي كارث على موقع بروبوليرز (الإنجليزية)